# Streptanthus brachiatus
Streptanthus brachiatus är en korsblommig växtart som beskrevs av F.W. Hoffm. Streptanthus brachiatus ingår i släktet Streptanthus och familjen korsblommiga växter. Inga underarter finns listade i Catalogue of Life.